# 依他起性
依他起性，又譯為因緣相、依他性、依他起自性、依他起相、缘起自性、因缘法体自相相，大乘佛教術語，意指世間法依緣起而生起的自性，屬於虛妄分別，為三自性之一。這個學說由唯識學派提出，是唯識派的根本宗義之一。

## 字源
依他起性是個梵文複合名詞。其字根svabhāva，譯為自性。para，是其他的意思。taṇtra，有依持、依續的意思；這個字被當成一種文類來解釋時，被譯為密續。以字面意思解釋，即是需要依靠其他事物才能成立的自性。《解深密經》將其解釋為，一切法的緣生自性。

## 概論
在《解深密經》中，將一切法相區分為三者，即遍計所執相、依他起相與圓成實相。依他起相，指一切法緣生的自性，即依十二因緣而生的世間法自性。